# Symphytognathidae
Symphytognathidae é uma família de aranhas araneomorfas,parte da superfamília Araneoidea.

## Descrição
A maior parte dos géneros ocorre nas regiões tropicais da América Central, América do Sul ey Oceânia: Existem apenas três espécies africanas (Anapistula benoiti, Anapistula caecula e Symphytognatha imbulunga), uma espécie no Japão (Anapistula ishikawai) e uma espécie no sueste da Ásia (Anapistula jerai).

## Sistemática
A família Symphytognathidae inclui cerca de 66 espécies descritas repartidas por 7 géneros:
- Anapistula Gertsch, 1941 (América Central e América do Sul, África, Ásia, Austrália)
- Anapogonia Simon, 1905 (Java)
- Crassignatha Wunderlich, 1995 (Panamá, Venezuela)
- Chrasignota taurimagua Wunderlich, 1995
- Curimagua Forster & Platnick, 1977 (Panamá, Venezuela)
- Globignatha Balogh & Loksa, 1968 (Brasil, Belize)
- Patu Marples, 1951 (Colômbia, Oceânia)
- Symphytognatha Hickman, 1931 (México até ao Brasil, África, Austrália, Nova Guiné)